# جبال فينيكونكا
فينيكونكا، أو وينكونكا ، المعروف أيضًا باسم جبل قوس قزح ، هو جبل في جبال الأنديز في بيرو يبلغ ارتفاعه 5,200 متر (17,100 قدم) فوق مستوى سطح البحر. تقع على الطريق المؤدي إلى جبل أوسانغات، في منطقة كوسكو
جاءت السياحة الجماعية، التي اجتذبتها سلسلة من خطوط الجبل ذات الألوان المختلفة  نظرًا لتكوينها المعدني على المنحدرات والقمم.
يتطلب وصول السياح مسافة ساعتين بالسيارة من كوسكو 
كانت الجبال مغطاة بأغطية جليدية، لكنها ذابت بسبب الاحتباس الحراري .

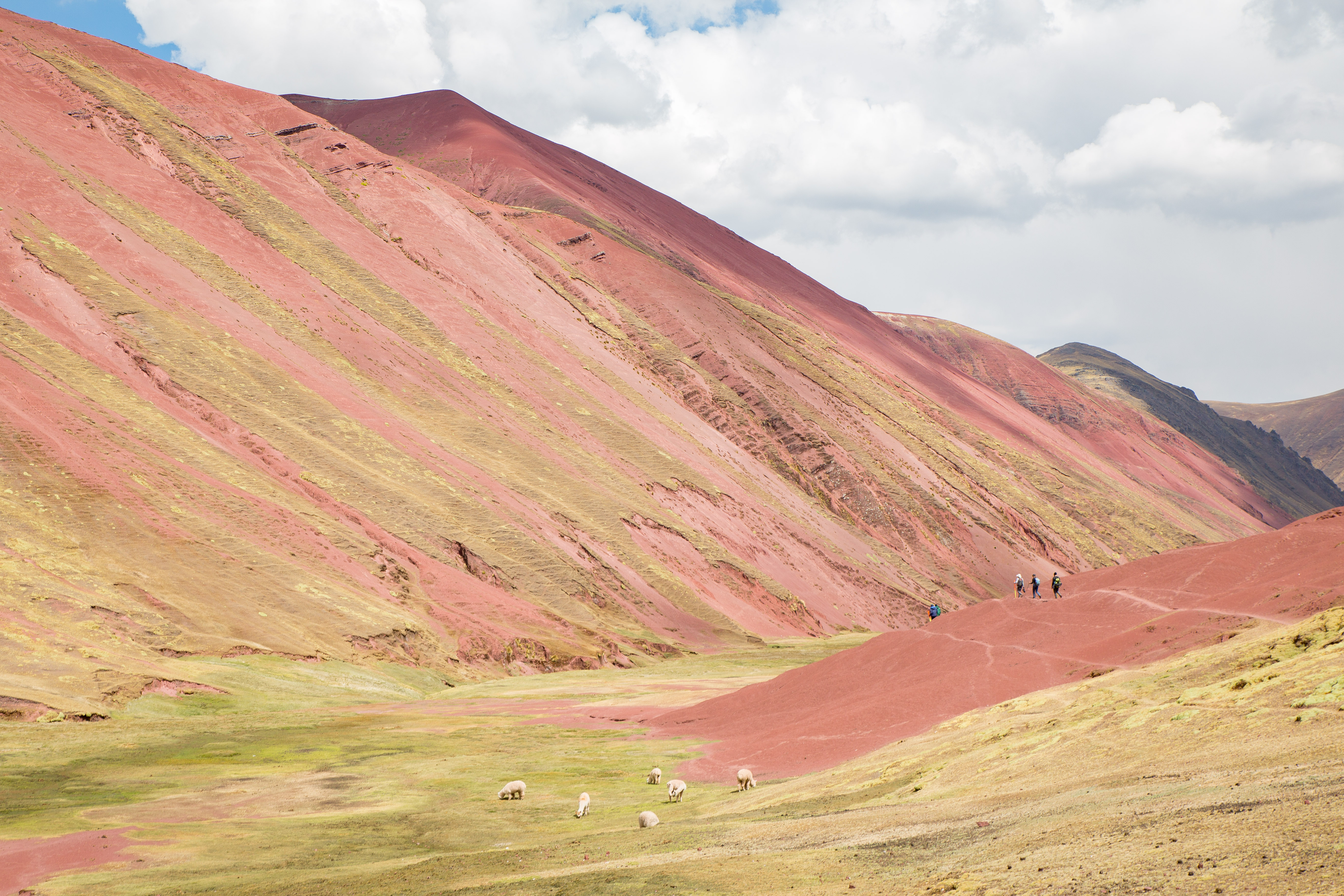
الوادي الأحمر ، مسار يربط بين بيتوماركا وفينيكونكا

يبلغ ارتفاع الجبل حوالي 5200 مترًا، لذلك قد يكون من الضروري وقت التأقلم مع الارتفاع المرتفع أثناء الرحلة إلى القمة.

## الطقس
أفضل وقت في السنة لزيارة الموقع الملون هو شهر أغسطس، نظرًا لأنه موسم الجفاف ويوفر إطلالة جميلة، مما يزيد من ألوان الجبال الزاهية.
قد يرى المسافرون مجموعة متنوعة من الألبكة والإبل الأخرى في مواسم قصيرة معينة.
يُنصح المسافرون بمحاولة تجنب الأيام التي تلي هطول الأمطار الغزيرة (في ديسمبر ويناير وفبراير) بالنسبة للحيوانات،

## التركيب المعدني
ترجع الألوان السبعة للجبل إلى تركيبته المعدنية:
اللون الوردي يرجع إلى الطين الأحمر الطين والرمل
اللون الأبيض: يرجع ذلك إلى كوارتزوز، الحجر الرملي والمارل ، غنية في كربونات الكالسيوم .
اللون الأحمر: يرجع إلى الأحجار الطينية ( الحديد ) والطين الذي ينتمي إلى فترة العصر الثالث العالي ؛
اللون الأخضر: يرجع إلى إلى شظايا صخرية غير متجانسة من جميع الأحجام تترسب في مروحة الغرينية والطين الغني بالحديد المغنيسيوم ؛
البني الترابي: نتاج أنبوبة مكونة من صخور مغنيسيوم تنتمي إلى العصر الرباعي ؛

واللون الأصفر: يأتي من الأحجار الجيرية الغنية بالمعادن الكبريتية. 